# Tonnac
Tonnac település Franciaországban, Tarn megyében. Lakosainak száma 105 fő (2022. január 1.). Tonnac Itzac, Labarthe-Bleys, Marnaves, Roussayrolles, Vaour és Vindrac-Alayrac községekkel határos.

## Népesség
A település népessége az elmúlt években az alábbi módon változott:
| Lakosok száma | 125  | 123  | 118  | 108  | 100  | 98   | 98   | 96   | 105  |
|               | 2013 | 2015 | 2016 | 2017 | 2018 | 2019 | 2020 | 2021 | 2022 |